# Hermann Georg Scheffauer
Hermann Georg Scheffauer (ur. 1876, zm. 1927) – poeta amerykański. Urodził się 3 lutego 1878 w San Francisco. Był protegowanym  Ambrose’a Bierce’a. Ożenił się z brytyjską poetką Ethel Talbot. Miał z nią jedną córkę, Fionę. W 1910 przeprowadził się do Niemiec. Zmarł w Berlinie 7 października 1927, popełniając samobójstwo. Wydał między innymi tomiki Of Both Worlds (1903), Looms of Life (1908), The Masque of the Elements (1912) i Drake in California: Ballads and Poems (1912), jak również wiele przekładów z niemieckiego.